# On Kawara
On Kawara (jap. 河原 温, かわら おん, Kawara On), Kariya (Aichi), Japan, 2. siječnja 1933. - New York, SAD, 10. srpnja 2014.), japanski konceptualni umjetnik. Sudjelovao na brojnim skupnim izložbama. Sudionik Venecijanskog bienala 1976. godine.
Pripadao je međunarodnoj generaciji konceptualnih umjetnika koja se pojavila sredinom 1960-ih godina, koja je skidala umjetnost s osobnog osjećaja svevši ju na puku informaciju ili zamisao, uvelike umanjujući objekt umjetnosti. Zajedno s Lawrenceom Weinerom, Josephom Kosuthom, Hanne Darboven i ostalim, osobito je prominentnost dao jeziku.
Poznata djela njegova opusa su slike iz niza Pariz-New York, Danas, Naslov i poštanske razglednice, Milijun godina, Stogodišnji kalendari, Čista svijest i nekoliko umjetničkih knjiga.